# دهنوامامزادة محمود (مقاطعة تشرام)
دهنوامامزادة محمود (بالفارسية: دهنوامامزاده محمود) هي قرية تقع في قسم بشتة ذيلايي الريفي (مقاطعة تشرام) في إيران. يقدر عدد سكانها بـ 18 نسمة بحسب إحصاء 2016.